# Фаррингтон, Бенджамин
Бенджамин Фаррингтон (англ. Benjamin Farrington; 1891, Корк — 1974) — британо-ирландский учёный, профессор классики, эллинист, коммунист.
Получил степень по классике в Университетском колледже в Корке в Ирландии и степень по среднеанглийскому в дублинском Тринити-колледже. В 1915-17 гг. в Университетском колледже в Корке занимался для получения степени магистра по английскому языку. Влияние на него оказали Дублинский локаут 1913 года, свидетелем которого он стал, и лично Джеймс Коннолли.
В 1916-20 гг. преподавал в Ирландии в Университете Квинс в Белфасте. В 1920-35 гг. преподавал в Южной Африке в Кейптаунском университете, где с 1930 года он был профессором латыни. В 1935-56 гг. преподавал в Великобритании. Затем на пенсии.
Состоял членом Компартии Великобритании, автор ряда социалистических памфлетов наподобие «The Challenge of Socialism».
Автор популяризаторской «The Civilisation of Greece and Rome» (Лондон, 1938). Также автор «The Faith of Epicurus» (New York: Basic Books, 1967).
Основной научный вклад посвящён истории и философии античной науки. Интересовали его и другие эпохи. Так он не раз обращался к Фрэнсису Бэкону, а в 1966 году вышла в свет его монография о Чарльзе Дарвине.

## Сочинения
- Фаррингтон Б. Голова и рука в Древней Греции. Четыре очерка социальных связей мышления. СПб. 2008.Перевод с англ. К.А. Трохачевой. 172 с. Серия "Профессорская библиотека" ISBN 978-5-288-04855-5
- Science in Antiquity (1936, reprinted in 1969).
- Science and Politics in the Ancient World (1939, 1946).
- Greek Science: Its Meaning for Us; Part I (1944, reprinted with Part II in 1953, paperback 2000 ISBN 0-85124-631-1).
- Head and Hand in Ancient Greece: Four Studies in the Social Relations of Thought (1947, paperback 2001 ISBN 0-85124-654-0).
- Greek Science: Its Meaning for Us; Part II (1949, reprinted with Part I in 1953, paperback 1981 ISBN 0-85124-288-X, 2000 ISBN 0-85124-631-1).
- Francis Bacon, Philosopher of Industrial Science (1951, 1973 ISBN 0-8383-1685-9, reprint 1979 ISBN 0-374-92706-5).
- Francis Bacon, Pioneer of Planned Science (1963, 1969 ISBN 0-298-16449-3)
- The Philosophy of Francis Bacon (1964 ISBN 0-85323-310-1, paperback 1966 ISBN 0-226-23885-7).
- Lucretius, editor (1965).
- What Darwin Really Said (1966 ISBN 0-8052-3282-6, paperback 1996 ISBN 0-8052-1062-8).
- The Faith of Epicurus (1967).
- The Philosophy of Francis Bacon: An essay on its development from 1603 to 1609, with new translations of fundamental texts (1970).
- Samuel Butler and the Odyssey (1974 ISBN 0-8383-1777-4).